# Panellus serotinus
Panellus serotinus es una especie de hongo perteneciente a la familia Mycenaceae.

## Sinónimos
- Acanthocystis serotinus Konrad Maubl. 1937
- Agaricus almeni Padre. 1874
- Agaricus serotinus Pers. 1793
- Dendrosarcus almeni Kuntze 1898
- Dendrosarcus serotinus Kuntze 1898
- Hohenbuehelia serotina Singer 1951
- Panus serotinus Kühner 1980
- Pleurotus almeni P. Karst. 1879
- Pleurotus serotinus P. Kumm. 1871
- Pleurotus serotinus Bigeard y Guillem. 1913
- Pleurotus serotinus JE Lange 1930
- Pleurotus serotinus P. Kumm. 1871
- Pleurotus serotinus P. Kumm. 1871
- Sarcomyxa serotina P. Karst. 1891

## Localización y características
Esta especie se localiza en América del Norte y Europa.
Es comestibles, su color es de un amarillo verdoso, su tamaño es de 15 cm, crece sobre madera muerta, las esporas son de color blanco cremoso a amarillento.